# Województwo łódzkie (1975–1998)

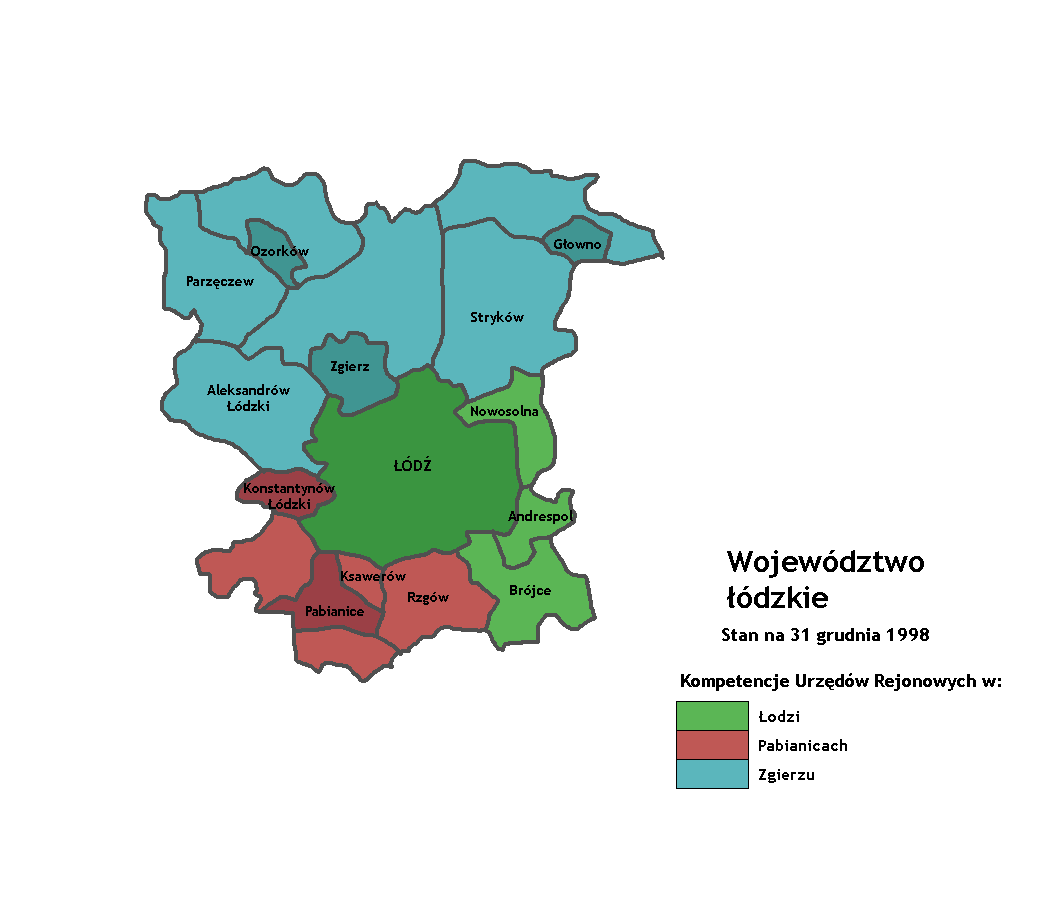
Mapa województwa w ostatnim dniu jego istnienia z podziałem na gminy

Województwo łódzkie – jedno z 49 województw istniejących w latach 1975–1998 i najmniejsze z nich pod względem powierzchni. Położone było w środkowej Polsce. Sąsiadowało z województwami: skierniewickim, płockim, sieradzkim i piotrkowskim. W nowym podziale administracyjnym, od 1999 r. ziemie dawnego województwa znalazły się w całości w nowym i większym województwie łódzkim. Siedzibą władz dawnego województwa łódzkiego tak samo jak dzisiejszego była Łódź.
Od 1 czerwca 1975 do 30 czerwca 1984 nosiło nazwę województwo miejskie łódzkie.

## Wojewodowie
Do roku 1990 wojewodą łódzkim był prezydent Łodzi.
- Jerzy Lorens 1973–1978 (PZPR)
- Józef Niewiadomski 1978–1985 (PZPR)
- Jarosław Pietrzyk 1985–1989 (PZPR)
- Waldemar Bohdanowicz 1989–1994 (bezpartyjny)
- Andrzej Pęczak 1994 – IV 1997 (SLD/SdRP)
- Mirosław Marcisz IV – XII 1997 (SLD/SdRP)

## Urzędy Rejonowe
- Urząd Rejonowy w Łodzi dla gmin: Andrespol, Brójce i Nowosolna oraz miasta Łódź[3]
- Urząd Rejonowy w Pabianicach dla gmin: Pabianice, Ksawerów (od 1 stycznia 1997[4]) i Rzgów oraz miast: Konstantynów Łódzki i Pabianice[3]
- Urząd Rejonowy w Zgierzu dla gmin: Aleksandrów Łódzki, Głowno, Ozorków, Parzęczew, Stryków i Zgierz oraz miast: Aleksandrów Łódzki (do 1 lutego 1991[5]), Głowno, Ozorków, Stryków (do 1 stycznia 1992[6]) i Zgierz[3]

## Miasta i ich ludność
Stan na dzień 31.12.1998:
- Łódź – 806 728
- Pabianice – 75 008
- Zgierz – 59 015
- Ozorków – 21 813
- Aleksandrów Łódzki – 20 417
- Konstantynów Łódzki – 17 645
- Głowno – 15 858
- Stryków – 3618

## Ludność w latach
| Rok                    | Liczba mieszkańców |
| ---------------------- | ------------------ |
| 1975 (31 grudnia)      | 1079,2 tys.        |
| 1976 (31 grudnia)      | 1092,9 tys.        |
| 1977 (31 grudnia)      | 1102,9 tys.        |
| 1978 (spis powszechny) | 1 111 100          |
| 1978 (31 grudnia)      | 1112,8 tys.        |
| 1979 (31 grudnia)      | 1121,2 tys.        |
| 1980 (31 grudnia)      | 1127,8 tys.        |
| 1983 (31 grudnia)      | 1146,5 tys.        |
| 1985 (31 grudnia)      | 1149,1 tys.        |
| 1986                   | 1149,7 tys.        |
| 1987                   | 1148,4 tys.        |
| 1988                   | 1141,1 tys.        |
| 1989 (31 grudnia)      | 1142,7 tys.        |
| 1990 (30 czerwca)      | 1141,1 tys.        |
| 1990 (31 grudnia)      | 1139,5 tys.        |
| 1991 (31 grudnia)      | 1136,6 tys.        |
| 1992 (31 grudnia)      | 1130,7 tys.        |
| 1993 (30 czerwca)      | 1128,1 tys.        |
| 1994 (31 grudnia)      | 1121,2 tys.        |
| 1995 (30 czerwca)      | 1118,2 tys.        |
| 1995 (31 grudnia)      | 1116,2 tys.        |
| 1997 (31 grudnia)      | 1105,4 tys.        |